# Otto Stumpf
Otto Stumpf (* 30. März 1940 in Celle; † 17. April 2017) war ein deutscher Kanute, Sportfunktionär und Politiker (CDU).

## Ausbildung und Beruf
Nach seinem Abitur studierte Stumpf Chemie und promovierte 1967. Von 1969 bis 1972 war er Betriebsleiter in der Arzneimittelproduktion. Ab 1973 war er Referendar bei der niedersächsischen Gewerbeaufsicht. Nach dem Assessorexamen 1975 arbeitete er als Bezirksleiter im Gewerbeaufsichtsamt Celle und wurde 1976 Personalratsvorsitzender. 1977 wechselte er ins niedersächsische Sozialministerium, 1983 ins Ministerium für Bundes- und Europaangelegenheiten, wo er für den Bereich der Wiederaufarbeitung und Endlagerung von Kernbrennstoffen und den Strahlenschutz zuständig war. Von 1983 bis 1990 übernahm er außerdem die Referatsleitung der Gewerbeaufsicht. Daneben war er von 1986 bis zu seiner Wahl in den Landtag Referatsleiter für den Bereich Sonderabfall- und Reststoffvermeidung und -verwertung.

## Politik
Seit 1986 war Stumpf Mitglied im Rat der Stadt Celle. 1996 wurde er zum 1. Bürgermeister von Celle ernannt.
Dem Niedersächsischen Landtag gehörte Otto Stumpf von 1994 bis 2008 als direkt gewählter Abgeordneter des Wahlkreises Celle an. Bis 2003 war er als Vorsitzender des Umweltausschusses, danach als Mitglied im Ausschuss für Inneres und Sport sowie als sportpolitischer Sprecher der CDU-Landtagsfraktion aktiv.

## Sportliche Leistung und Privates
Seit 1953 war Stumpf im Kanusport aktiv. In seiner zwanzigjährigen Zeit als Leistungssportler wurde er 29-mal Deutscher Meister und einmal Weltmeister im Kanuslalom. Von 1997 bis zu seiner Ablösung am 20. März 2011 durch Albert Emmerich war er Präsident des Landes-Kanu-Verbandes Niedersachsen, danach Ehrenpräsident.
Für den Gewinn der Weltmeisterschaft im Kanu-Slalom wurde er mit dem Silbernen Lorbeerblatt ausgezeichnet.
Otto Stumpf war verheiratet und hatte zwei Kinder.